# ولتور
ولتور (به انگلیسی: Veltoor) یک روستا در هند است که در آندرا پرادش واقع شده‌است.